# Adonara (eiland)

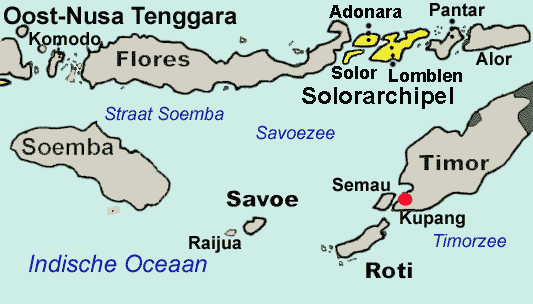

Het eiland Adonara ligt ten oosten van Flores en behoort tot de Kleine Soenda-eilanden van Indonesië en is onderdeel van de provincie Oost-Nusa Tenggara. Het eiland behoort samen met Solor (ten zuidwesten) en Lomblen (ten oosten), waarvan het gescheiden wordt door de Straat Lamakera, tot de Solorarchipel. Het eiland bereikt de grootste hoogte van de eilanden van deze groep met een hoogte van 1659 m.

## Geschiedenis
Van de geschiedenis van het eiland is bekend dat er in 1650 een staat gesticht werd.
Vanaf de jaren vijftig van de 20e eeuw werkte pater Van der Hulst uit Amsterdam op Adonara als missionaris. Hij stichtte een kerk en een ambachtsschool. Op dit eiland woonden koppensnellende stammen. Na een koppensnelactie zorgde pater Van der Hulst ervoor, dat de gesnelde koppen van de vijand naar de thuisstam werden teruggebracht. Hiervoor gebruikte hij een jeep met open achterbak. Op deze wijze wilde hij wraakacties op korte termijn voorkomen.